# Túnel Stafelter
El Túnel Stafelter (en luxemburguès: Tunnel Stafelter) és una parella de túnels paral·lels al cantó de Luxemburg, al centre de Luxemburg. Cadascun té 1.850 metres de longitud. S'estén des de la carretera al sud d'Echternach, passant per sota les zones boscoses de Grünewald.
El túnel es troba per l'autopista A7 i és el darrer dels tres túnels principals a la ruta de la carretera, junt amb el túnel de Gousselerbierg (2.695 m) i el túnel Grouft (2.950 m). Va ser inaugurat el 23 de setembre de 2015.